# Дженнингс, Брендон
Брендон Байрон Дженнингс (англ. Brandon Byron Jennings; родился 23 сентября 1989 года, Комптон, Калифорния, США) — американский профессиональный баскетболист, игравший на позиции разыгрывающего защитника. Выбран на драфте НБА 2009 года в первом раунде под общим десятым номером клубом «Милуоки Бакс».

## Ранние годы
Брендон родился в Калифорнии, в семье Байрана Дженнингса и Элис Кокс. Посещал старшую школу Домингеса в родном Комптоне, затем перевёлся в академию Оак Хилл в Виргинии, имеющую одну из лучших баскетбольных программ в США и выпустившую немало известных игроков, среди которых Кармело Энтони, Рэджон Рондо, Стивен Джексон и Майкл Бизли. Выступая на школьном уровне Дженнингс демонстрировал выдающийся уровень игры и считался одним из сильнейших молодых баскетболистов в США. В сезоне 2006/2007 Брендон помог своей команде завершить сезон с рекордной статистикой: 41 победа при одном поражении. В выпуском классе он в среднем за игру набирал 32,7 очка, делал 7,4 передач и 5,1 подборов, установил школьный рекорд результативности за сезон и получил массу наград, включая приз имени Нейсмита лучшему игроку года среди школьников, а аналитики ESPN поставили его на первое место в своём списке самых перспективных баскетболистов в стране.
В апреле 2007 года, за год до окончания школы, Дженнингс решил продолжить обучение в Университете Аризоны, чтобы играть в одной команде с Джерридом Бэйлессом. Однако в июне 2008 года он после нескольких попыток не смог сдать вступительный экзамен в университет. Профессионально выступать в НБА Брендон ещё не мог, так как правила ассоциации требуют, чтобы игрок достиг 19 лет и окончил школу не менее, чем за год до прихода в лигу. Поэтому Дженнингс принял решение один сезон выступать профессионально в Европе, чтобы набраться опыта и заработать денег, а через год вернуться в США и выступать в НБА.

## Профессиональная карьера
16 июля 2008 года Дженнингс подписал трёхлетний контракт с итальянским клубом «Виртус» Рим. Его зарплата составила $1,65 млн в год, также Брендон получил $2 млн от производителя спортивной экипировки Under Armour за то, что будет представлять их продукцию в Европе. В Италии Дженнингс провёл один сезон, в серии А он сыграл 27 матчей (5,5 очков, 1,6 передача, 2,2 перехвата в среднем за игру), также играл в Евролиге. С момента введения в НБА ограничений для новичков Дженнингс стал первым американцем, решившим попасть в НБА через европейскую команду, а не колледж.
На драфте НБА 2009 года Дженнингс был выбран под десятым номером командой «Милуоки Бакс». Он сразу же стал основным разыгрывающим защитником команды и дебютировал в НБА 30 октября 2009 года в матче против «Филадельфии», в котором он набрал 17 очков, сделал 9 подборов и 9 передач.
14 ноября 2009 года в матче против «Голден Стэйт Уорриорз» Дженнингс набрал 55 очков, ему не хватило всего четырёх очков, чтобы побить рекорд НБА по количеству набранных новичком очков в одной игре, установленный в 1960 году Уилтом Чемберленом. При этом Дженнингс не набрал ни одного очка в первой четверти матча. Дженнингс побил аналогичный клубный рекорд, установленный Каримом Абдул-Джаббаром в 1970 году, и недобрал всего три очка, чтобы побить командный рекорд результативности, установленный Майклом Реддом в 2006 году. Тем не менее Дженнингс, которому тогда было 20 лет и 52 дня, установил рекорд НБА как самый юный баскетболист, набравший за матч не менее 50 очков.
31 августа 2013 года Дженнингс был обменян из «Милуоки Бакс» в «Детройт Пистонс» на Брэндона Найта, Криса Миддлтона и Вячеслава Кравцова. Сделка была совершена по схеме «сэнд-энд-трейд», а сам Дженнингс подписал трёхлетний контракт на сумму $24 млн долларов.
16 февраля 2016 года «Детройт Пистонс» обменял Дженнингса в «Орландо Мэджик» на Тобиаса Харриса и Эрсана Ильясову. Через три дня он дебютировал за «Мэджик» в проигранном матче против «Даллас Маверикс», набрав 18 очков за 25 минут игрового времени.
8 июля 2016 года в качестве свободного агента перешёл в «Нью-Йорк Никс».

## Игровой стиль
Ещё во время выступлений за школьные команды, скауты отмечали Дженнингса как великолепного дриблёра с взрывной скоростью и невероятной резкостью. При этом он достаточно хорошо видит площадку и ассистирует партнёрам. С другой стороны, специалисты отмечают не самый лучший выбор места и времени для бросков у Дженнингса и нестабильность броска, особенно подчёркивается низкий даже для разыгрывающего защитника процент двухочковых попаданий. Несмотря на свой относительно небольшой рост (185 см) и вес, Брендон считается хорошим защитником — у него большой размах рук (для защитника) и он очень цепко играет в обороне при опеке соперника.

## Интересные факты
- В апреле 2009 года Дженнингс пожертвовал 50 тысяч долларов жертвам землетрясения в Италии, где он выступал на тот момент[11].
- Брендон является лицом производителя спортивной одежды и экипировки Under Armour; летом 2011 года компания создала серию роликов, посвящённых совместным тренировкам Дженнингса со специалистами Under Armour в период локаута, а также личной жизни молодой звезды и его друзей[12].

## Личная жизнь
У Брендона двое сыновей от двух разных женщин. В 2016 году Дженнингс и его девушка Тэй Хекард ожидают появления сына, которого планируют назвать Брэндоном Байроном Дженнингсом младшим.

## Статистика

### Статистика в НБА
| Сезон                                                                                    | Команда   | Регулярный сезон | Регулярный сезон | Регулярный сезон | Регулярный сезон | Регулярный сезон | Регулярный сезон | Регулярный сезон | Регулярный сезон | Регулярный сезон | Регулярный сезон | Регулярный сезон | Серия плей-офф | Серия плей-офф | Серия плей-офф | Серия плей-офф | Серия плей-офф | Серия плей-офф | Серия плей-офф | Серия плей-офф | Серия плей-офф | Серия плей-офф | Серия плей-офф |
| Сезон                                                                                    | Команда   | GP               | GS               | MPG              | FG%              | 3P%              | FT%              | RPG              | APG              | SPG              | BPG              | PPG              | GP             | GS             | MPG            | FG%            | 3P%            | FT%            | RPG            | APG            | SPG            | BPG            | PPG            |
| ---------------------------------------------------------------------------------------- | --------- | ---------------- | ---------------- | ---------------- | ---------------- | ---------------- | ---------------- | ---------------- | ---------------- | ---------------- | ---------------- | ---------------- | -------------- | -------------- | -------------- | -------------- | -------------- | -------------- | -------------- | -------------- | -------------- | -------------- | -------------- |
| 2009/10                                                                                  | Милуоки   | 82               | 82               | 32,6             | 37,1             | 37,4             | 81,7             | 3,4              | 5,7              | 1,3              | 0,2              | 15,5             | 7              | 7              | 35,6           | 40,8           | 29,3           | 80,8           | 3,0            | 3,6            | 1,1            | 0,6            | 18,7           |
| 2010/11                                                                                  | Милуоки   | 63               | 61               | 34,4             | 39,0             | 32,3             | 80,9             | 3,7              | 4,8              | 1,5              | 0,3              | 16,2             | Не участвовал  | Не участвовал  | Не участвовал  | Не участвовал  | Не участвовал  | Не участвовал  | Не участвовал  | Не участвовал  | Не участвовал  | Не участвовал  | Не участвовал  |
| 2011/12                                                                                  | Милуоки   | 66               | 66               | 35,3             | 41,8             | 33,2             | 80,8             | 3,4              | 5,5              | 1,6              | 0,3              | 19,1             | Не участвовал  | Не участвовал  | Не участвовал  | Не участвовал  | Не участвовал  | Не участвовал  | Не участвовал  | Не участвовал  | Не участвовал  | Не участвовал  | Не участвовал  |
| 2012/13                                                                                  | Милуоки   | 80               | 80               | 36,2             | 39,9             | 37,5             | 81,9             | 3,1              | 6,5              | 1,6              | 0,1              | 17,5             | 4              | 4              | 33,3           | 29,8           | 21,4           | 72,2           | 2,3            | 4,0            | 2,3            | 0,3            | 13,3           |
| 2013/14                                                                                  | Детройт   | 80               | 79               | 34,1             | 37,3             | 33,7             | 75,1             | 3,1              | 7,6              | 1,3              | 0,1              | 15,5             | Не участвовал  | Не участвовал  | Не участвовал  | Не участвовал  | Не участвовал  | Не участвовал  | Не участвовал  | Не участвовал  | Не участвовал  | Не участвовал  | Не участвовал  |
| 2014/15                                                                                  | Детройт   | 41               | 41               | 28,6             | 40,1             | 36,0             | 83,9             | 2,5              | 6,6              | 1,1              | 0,1              | 15,4             | Не участвовал  | Не участвовал  | Не участвовал  | Не участвовал  | Не участвовал  | Не участвовал  | Не участвовал  | Не участвовал  | Не участвовал  | Не участвовал  | Не участвовал  |
| 2015/16                                                                                  | Детройт   | 23               | 1                | 18,1             | 37,1             | 31,2             | 71,1             | 2,0              | 3,0              | 0,5              | 0,1              | 6,8              | Не участвовал  | Не участвовал  | Не участвовал  | Не участвовал  | Не участвовал  | Не участвовал  | Не участвовал  | Не участвовал  | Не участвовал  | Не участвовал  | Не участвовал  |
| 2015/16                                                                                  | Орландо   | 25               | 6                | 18,1             | 36,6             | 34,6             | 75,0             | 2,0              | 4,0              | 0,7              | 0,2              | 7,0              | Не участвовал  | Не участвовал  | Не участвовал  | Не участвовал  | Не участвовал  | Не участвовал  | Не участвовал  | Не участвовал  | Не участвовал  | Не участвовал  | Не участвовал  |
| 2016/17                                                                                  | Нью-Йорк  | 58               | 11               | 24,6             | 38,0             | 34,0             | 75,6             | 2,6              | 4,9              | 0,9              | 0,1              | 8,6              | Не участвовал  | Не участвовал  | Не участвовал  | Не участвовал  | Не участвовал  | Не участвовал  | Не участвовал  | Не участвовал  | Не участвовал  | Не участвовал  | Не участвовал  |
| 2016/17                                                                                  | Вашингтон | 23               | 2                | 16,2             | 27,4             | 21,2             | 70,6             | 1,9              | 4,7              | 0,7              | 0,0              | 3,5              | 13             | 0              | 13,7           | 38,9           | 15,4           | 87,5           | 1,5            | 1,8            | 0,2            | 0,0            | 2,8            |
| 2017/18                                                                                  | Милуоки   | 14               | 0                | 14,7             | 37,5             | 27,3             | 100,0            | 2,2              | 3,1              | 0,4              | 0,3              | 5,2              | 1              | 0              | 4,9            | 0,0            | 0,0            | 100,0          | 0,0            | 0,0            | 0,0            | 0,0            | 2,0            |
|                                                                                          | Всего     | 555              | 429              | 30,3             | 38,7             | 34,5             | 79,6             | 3,0              | 5,7              | 1,2              | 0,2              | 14,1             | 25             | 11             | 22,6           | 37,2           | 23,8           | 79,6           | 2,0            | 2,6            | 0,8            | 0,2            | 8,9            |
| Наведите курсор мыши на аббревиатуры в заголовке таблицы, чтобы прочесть их расшифровку. |           |                  |                  |                  |                  |                  |                  |                  |                  |                  |                  |                  |                |                |                |                |                |                |                |                |                |                |                |

### Статистика в Джи-Лиге
| Сезон                                                                                    | Команда            | Регулярный сезон | Регулярный сезон | Регулярный сезон | Регулярный сезон | Регулярный сезон | Регулярный сезон | Регулярный сезон | Регулярный сезон | Регулярный сезон | Регулярный сезон | Регулярный сезон | Серия плей-офф | Серия плей-офф | Серия плей-офф | Серия плей-офф | Серия плей-офф | Серия плей-офф | Серия плей-офф | Серия плей-офф | Серия плей-офф | Серия плей-офф | Серия плей-офф |
| Сезон                                                                                    | Команда            | GP               | GS               | MPG              | FG%              | 3P%              | FT%              | RPG              | APG              | SPG              | BPG              | PPG              | GP             | GS             | MPG            | FG%            | 3P%            | FT%            | RPG            | APG            | SPG            | BPG            | PPG            |
| ---------------------------------------------------------------------------------------- | ------------------ | ---------------- | ---------------- | ---------------- | ---------------- | ---------------- | ---------------- | ---------------- | ---------------- | ---------------- | ---------------- | ---------------- | -------------- | -------------- | -------------- | -------------- | -------------- | -------------- | -------------- | -------------- | -------------- | -------------- | -------------- |
| 2015/16                                                                                  | Гранд-Рапидс Драйв | 1                | 1                | 27,4             | 44,4             | 40,0             | 50,0             | 3,0              | 12,0             | 0,0              | 0,0              | 11,0             | Не участвовал  | Не участвовал  | Не участвовал  | Не участвовал  | Не участвовал  | Не участвовал  | Не участвовал  | Не участвовал  | Не участвовал  | Не участвовал  | Не участвовал  |
| 2017/18                                                                                  | Висконсин Херд     | 7                | 7                | 37,0             | 34,6             | 33,9             | 85,1             | 4,9              | 7,4              | 1,6              | 0,3              | 21,4             | Не участвовал  | Не участвовал  | Не участвовал  | Не участвовал  | Не участвовал  | Не участвовал  | Не участвовал  | Не участвовал  | Не участвовал  | Не участвовал  | Не участвовал  |
|                                                                                          | Всего              | 8                | 8                | 35,8             | 35,3             | 34,4             | 83,7             | 4,6              | 8,0              | 1,4              | 0,3              | 20,1             | Не участвовал  | Не участвовал  | Не участвовал  | Не участвовал  | Не участвовал  | Не участвовал  | Не участвовал  | Не участвовал  | Не участвовал  | Не участвовал  | Не участвовал  |
| Наведите курсор мыши на аббревиатуры в заголовке таблицы, чтобы прочесть их расшифровку. |                    |                  |                  |                  |                  |                  |                  |                  |                  |                  |                  |                  |                |                |                |                |                |                |                |                |                |                |                |

### Статистика в других лигах
| Сезон | Команда        | Лига             | GP | GS | MPG  | FG%  | 3P%  | FT%  | RPG | APG | SPG | BPG | PFL | TOV | PPG  |
| --- | -------------- | ---------------- | -- | -- | ---- | ---- | ---- | ---- | --- | --- | --- | --- | --- | --- | ---- |
| 2008/09 | Все клубы      | Все лиги         | 43 | 18 | 18,0 | 38,1 | 23,2 | 71,0 | 1,6 | 2,0 | 1,8 | 0,0 | 2,1 | 1,4 | 6,3  |
| 2008/09 | Виртус (Рим)   | Чемпионат Италии | 27 | 11 | 17,0 | 37,7 | 20,7 | 64,5 | 1,6 | 2,3 | 2,1 | 0,0 | 2,0 | 1,5 | 5,5  |
| 2008/09 | Виртус (Рим)   | Евролига         | 16 | 7  | 19,6 | 38,7 | 26,8 | 77,4 | 1,6 | 1,6 | 1,2 | 0,1 | 2,3 | 1,2 | 7,6  |
| 2017/18 | Шаньси Чжунъюй | КБА              | 13 | 0  | 35,0 | 43,2 | 38,2 | 64,6 | 5,1 | 6,8 | 2,7 | 0,0 | 1,4 | 3,3 | 27,8 |
| 2018/19 | Все клубы      | Все лиги         | 10 | 9  | 26,3 | 38,0 | 25,0 | 68,8 | 3,2 | 6,7 | 0,7 | 0,0 | 2,4 | 1,9 | 9,6  |
| 2018/19 | Зенит          | Кубок Европы     | 5  | 5  | 26,7 | 40,0 | 31,3 | 50,0 | 4,0 | 7,0 | 0,4 | 0,0 | 2,2 | 1,2 | 9,0  |
| 2018/19 | Зенит          | Единая лига ВТБ  | 5  | 4  | 25,8 | 36,4 | 20,0 | 87,5 | 2,4 | 6,4 | 1,0 | 0,0 | 2,6 | 2,6 | 10,2 |
| Всего | Всего          | Всего            | 66 | 27 | 22,6 | 40,3 | 30,6 | 67,0 | 2,5 | 3,7 | 1,8 | 0,0 | 2,0 | 1,8 | 11,0 |
| Наведите курсор мыши на аббревиатуры в заголовке таблицы, чтобы прочесть их расшифровку Статистика приведена с сайта basketball.realgm.com |                |                  |    |    |      |      |      |      |     |     |     |     |     |     |      |